# Tiracola lilacea
Tiracola lilacea är en fjärilsart som beskrevs av Paul Dognin 1914. Tiracola lilacea ingår i släktet Tiracola och familjen nattflyn. Inga underarter finns listade i Catalogue of Life.